# Neohydatothrips pulchellus
Neohydatothrips pulchellus är en insektsart som först beskrevs av Ian A. Hood 1908.  Neohydatothrips pulchellus ingår i släktet Neohydatothrips och familjen smaltripsar. Inga underarter finns listade i Catalogue of Life.